# FREEDOM (Janne Da Arcの曲)
「FREEDOM」（フリーダム）は、日本のヴィジュアル系ロックバンド・Janne Da Arcの17作目のシングル。

## 概要
- 前作「餓えた太陽」から約7ヶ月ぶり、2ヶ月連続シングルの第1弾作品。
- 今作以降、インディーズ以来となるセルフプロデュースに移行した[1]。
- 2作連続でのノンタイアップシングルでもある。
- 初回生産分には特典として2003年10月2日にZepp Tokyoで開催された『2003 tour “DAZE”』の東京公演の52ページからなるライブフォトブックが同梱された[1]。通常盤には「桜」のアコースティックバージョンがシークレットトラックとして収録された[注 1]。
- オリコンチャート初登場4位を獲得。自身初のトップ5入りを果たした[5]。

## 収録曲
1. FREEDOM [5:20]
作詞・作曲：yasu
編曲：Janne Da Arc
アメリカのロックを意識して制作された[6]。偶発であるが、タイトルはshujiがかつて加入していたバンド名と同一だという[1]。
2. survive?
作詞・作曲：kiyo
編曲：Janne Da Arc
3. 桜(acoustic version)
作詞：yasu、作曲：ka-yu
編曲：Janne Da Arc
通常盤のみ収録。

## 参加ミュージシャン
Janne Da Arc
- yasu：Vocal
- you：Guitar
- ka-yu：Bass
- kiyo：Keyboards
- shuji：Drums

## 収録アルバム
- ARCADIA (#1)
- SINGLES 2 (#1)
- Janne Da Arc MAJOR DEBUT 10th ANNIVERSARY COMPLETE BOX (#1)